# Rugby club Slava
Slava Zenit je ruski ragbijski klub iz Moskve.
Utemeljen je 1974. godine.
Klupska adresa je 127030 Seleznevskaja st. 13-A. 

## Dres
Klupski dres je:

žuta majica, s trije crvene vodoravne široke pruge, rukavi su žuti.
Hlačice su crne.

Čarape su crvene.

## Klupski uspjesi
Osvajači su Baltičkog kupa za 2006. godinu.
U ruskom prvenstvu 2006. godine osvojili su 4. mjesto.
Sudionikom je završnice kupa europskih prvaka u ragbiju 2006. godine (utakmice se igra 9. prosinca 2006.), kada klub igra protiv hrvatskog prvaka Nade iz Splita.

## Vanjske poveznice
- Službene klupske stranice